# Municipio de Ozark (condado de Oregón)
El municipio de Ozark (en inglés: Ozark Township) es un municipio ubicado en el condado de Oregón en el estado estadounidense de Misuri. En el año 2010 tenía una población de 70 habitantes y una densidad poblacional de 0,82 personas por km².

## Geografía
El municipio de Ozark se encuentra ubicado en las coordenadas 36°40′39″N 91°9′3″O / 36.67750, -91.15083. Según la Oficina del Censo de los Estados Unidos, el municipio tiene una superficie total de 85.52 km², de la cual 85,05 km² corresponden a tierra firme y (0,55 %) 0,47 km² es agua.

## Demografía
Según el censo de 2010, había 70 personas residiendo en el municipio de Ozark. La densidad de población era de 0,82 hab./km². De los 70 habitantes, el municipio de Ozark estaba compuesto por el 100 % blancos. Del total de la población el 0 % eran hispanos o latinos de cualquier raza.